# 埃克吕泽勒
埃克吕泽勒（法語：Écluzelles，法語發音：[eklyzɛl]）是法国厄尔-卢瓦省的一个市镇，属于德勒区。

## 地理
埃克吕泽勒（48°42'33"N, 1°25'28"E）面积3.22 平方千米，位于法国中央-卢瓦尔河谷大区厄尔-卢瓦省，该省份为法国北部内陆省份，北起顺时针与厄尔省、伊夫林省、埃松省、卢瓦雷省、卢瓦-谢尔省、萨尔特省和奧恩省接壤。
与埃克吕泽勒接壤的市镇（或旧市镇、城区）包括：吕赖、沙尔蓬。

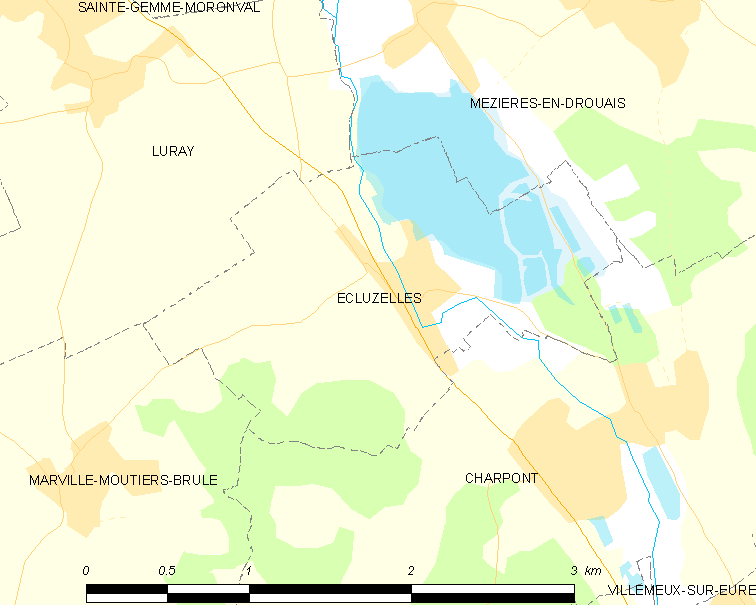
埃克吕泽勒的OSM定位图

埃克吕泽勒的时区为UTC+01:00、UTC+02:00（夏令时）。

## 行政
埃克吕泽勒的邮政编码为28500，INSEE市镇编码为28136。

## 政治
埃克吕泽勒所属的省级选区为德勒第二县。

## 人口

1962-2008年间埃克吕泽勒人口变化图示

埃克吕泽勒于2022年1月1日时的人口数量为159人。